# ديفيد أونغر (مؤلف)
ديفيد أونغر (بالإنجليزية: David Unger)‏ (5 نوفمبر 1950، غواتيمالا في غواتيمالا)؛ مترجم وروائي أمريكي.